# The Cowboy and the Shrew
The Cowboy and the Shrew è un cortometraggio muto del 1911. Il nome del regista non viene riportato nei credit del film che, prodotto dalla Selig Polyscope Company, aveva come interpreti Herbert Rawlinson e Tom Mix.

## Produzione
Il film fu prodotto da William Nicholas Selig per la sua compagnia, la Selig Polyscope Company.

## Distribuzione
Distribuito dalla General Film Company, il film - un cortometraggio di 150 metri - uscì nelle sale cinematografiche statunitensi il 10 aprile 1911. Nelle proiezioni, veniva programmato con il sistema dello split reel, accorpato in un'unica bobina con un altro cortometraggio prodotto dalla Selig, His Best Little Girl's Brother.